# Extraterrestres en la ficción
Un extraterrestre o alienígena es cualquier forma de vida extraterrestre; una forma de vida que no se originó en la Tierra. La palabra extraterrestre significa "fuera de la Tierra". El primer uso publicado de extraterrestre como sustantivo se produjo en 1956, durante la Edad de Oro de la Ciencia Ficción.
Los extraterrestres son un tema habitual en la ciencia ficción moderna, y también aparecen en obras muy anteriores, como la parodia del siglo II Historia verdadera de Luciano de Samosata.

## Historia
El escritor de sátiras del siglo II, Luciano, en su Historia verdadera afirma haber visitado la Luna cuando su nave fue enviada hacia lo alto por una fuente; decía que estaba poblada y en guerra con la gente del Sol por la colonización del Lucero del alba.: 30–31 

## Lecturas complementarias
- Baxter, Stephen (2011). «SETI in Science Fiction».  En Shuch, H. Paul, ed. Searching for Extraterrestrial Intelligence: SETI Past, Present, and Future. The Frontiers Collection (en inglés). Springer Science & Business Media. pp. 351-372. ISBN 978-3-642-13196-7. doi:10.1007/978-3-642-13196-7_19.
- Killheffer, Robert K. J.; Stableford, Brian; Langford, David (2023). «Aliens».  En Clute, John, ed. The Encyclopedia of Science Fiction (4ta edición). Consultado el 15 dec 2023.
- Roth, Christopher F. (2005). "Ufology as Anthropology: Race, Extraterrestrials, and the Occult." In E.T. Culture: Anthropology in Outerspaces, ed. by Debbora Battaglia. Durham, N.C.: Duke University Press.
- Sagan, Carl. (1996). The Demon-Haunted World: Science as a Candle in the Dark: chapter 4: "Aliens".
- Stableford, Brian (2006). «Alien». Science Fact and Science Fiction: An Encyclopedia (en inglés). Taylor & Francis. pp. 13-16. ISBN 978-0-415-97460-8.
- Westfahl, Gary (2005). «Aliens in Space».  En Westfahl, Gary, ed. The Greenwood Encyclopedia of Science Fiction and Fantasy: Themes, Works, and Wonders (en inglés). Greenwood Publishing Group. pp. 14-16. ISBN 978-0-313-32951-7.
- Westfahl, Gary (2005). «Aliens on Earth».  En Westfahl, Gary, ed. The Greenwood Encyclopedia of Science Fiction and Fantasy: Themes, Works, and Wonders (en inglés). Greenwood Publishing Group. pp. 16-18. ISBN 978-0-313-32951-7.
- Westfahl, Gary (2021). «Aliens». Science Fiction Literature through History: An Encyclopedia (en inglés). ABC-CLIO. ISBN 978-1-4408-6617-3.
- Westfahl, Gary (2022). «Aliens—The Company We Seek: Aliens in Fact and Fiction». The Stuff of Science Fiction: Hardware, Settings, Characters (en inglés). McFarland. pp. 227-234. ISBN 978-1-4766-8659-2.